# Les Deux Fils de Ringo
Pour plus de détails, voir Fiche technique et Distribution.
Les Deux Fils de Ringo (I due figli di Ringo) est un western spaghetti comique italien sorti en 1966, réalisé par Giorgio Simonelli et Giuliano Carnimeo.

## Synopsis
Aux États-Unis, dans la seconde moitié du XIXe siècle, Franco et Ciccio sont deux escrocs vagabonds : le premier se fait passer pour un criminel qui provoque les citoyens tandis que le second se fait passer pour un chasseur de primes qui le tue. Les deux compères traversent les villages désolés du Far West et répètent la scène dans chaque ville qu'ils rencontrent, Franco jouant le mort et Ciccio le récompensé, principalement sous forme de nourriture.
Cependant, ils arrivent dans une petite ville où se trouve un véritable chasseur de primes, qui se fait appeler Joe. Ce dernier, après avoir découvert les astuces des deux escrocs maladroits, les épargne à condition qu'ils l'aident à retrouver l'héritage de Ringo. Il était censé laisser une grosse somme d’or et d’argent à ses deux fils, mais on n’en a plus entendu parler. Franco et Ciccio se font alors passer pour les fils de Ringo et se font appeler Gringo et Django.
Après une série de rebondissements, Joe parvient, avec l'aide maladroite de Franco et Ciccio, à vaincre le gang de l'Indio, qui a volé le banquier Simpson (également intéressé par l'or), et à s'emparer du butin avec la complicité de deux femmes, qui ont en fait manipulé tous les participants, trompant même les deux Siciliens. Alors qu'il abandonne Franco et Ciccio qui se retrouvent les mains vides, il laisse tomber un carnet. Ciccio y découvre toutes les primes sur la tête des bandits morts, et tente avec Franco d'empocher les sommes correspondantes. Mais ils sont vus par Joe et les deux femmes, qui sont en fait des assistantes du chasseur de primes. Franco et Ciccio tentent de conquérir l'une des deux, dans l'espoir d'obtenir de l'argent, mais ils sont accueillis à coups de revolver et doivent fuir le village.

## Fiche technique
- Titre français : Les Deux Fils de Ringo
- Titre original italien : I due figli di Ringo
- Genre : Western spaghetti, comédie
- Réalisation : Giorgio Simonelli, Giuliano Carnimeo
- Scénario : Marcello Ciorciolini, Roberto Gianviti, Amedeo Sollazzo, Dino Verde
- Musique : Piero Umiliani
- Production : Leo Cevenini, Vittorio Martino pour Variety Film, Flora Film
- Décors : Enzo Bulgarelli
- Costumes : Enzo Bulgarelli
- Maquillage : Walter Cossu
- Photographie : Tino Santoni
- Montage : Giuliana Attenni
- Durée : 105 min
- Pays :  Italie
- Année de sortie : 1966
- Date de sortie en salle en France : 10 mai 1968[1]

## Distribution
- Franco Franchi : Franco/Django
- Ciccio Ingrassia : Ciccio/Gringo
- George Hilton : Joe
- Gloria Paul : Dorothy
- Orchidea De Santis : Marisol
- Ignazio Spalla (sous le pseudo de Pedro Sanchez) : Indio
- Mimmo Palmara : shérif
- Umberto D'Orsi : Simpson
- Ivano Staccioli : Burt
- Fulvia Franco : Margaret
- Guido Lollobrigida : Fred
- Ivan G. Scrat : Jack
- Enzo Andronico : notaire
- Armando Carini
- Galliano Sbarra